# Kinh thành và lăng mộ Cao Câu Ly
Kinh thành và lăng mộ Vương quốc Cao Câu Ly là một quần thể các tàn tích thành quách cổ và các ngôi mộ cổ tại Hoàn Nhân của tỉnh Liêu Ninh và Tập An của tỉnh Cát Lâm, Trung Quốc. Cao Câu Ly là một vương quốc cổ đại tồn tại từ năm 37 TCN đến 668 (CE) nằm ở đông bắc Trung Quốc và bán đảo Triều Tiên.
Các địa điểm khảo cổ được UNESCO công nhận là Di sản thế giới vào năm 2004. Nó bao gồm các di tích khảo cổ của ba thành phố pháo đài là Thành Ngũ Nữ Sơn, Hoàn Đô và Quốc Nội Sơn cùng 40 ngôi mộ hoàng gia. Năm 2010, Chính phủ Trung Quốc thành lập Công viên khảo cổ quốc gia Tập An Cao Cú Ly bao gồm tất cả các di sản thế giới của Cao Câu Ly ở Tập An, Cát Lâm nhưng không bao gồm thành phố Ngũ Nữ Sơn ở Liêu Ninh.

## Mô tả
Thành phố Ngũ Nữ Sơn (Onyeosanseong) là thủ đô đầu tiên của Cao Câu Ly, sau đó là Hoàn Đô, Quốc Nội Sơn cũng có khoảng thời gian là kinh đô của vương quốc này. Ngũ Nữ Sơn mới chỉ được khai quật một phần. Thành Quốc Nội nằm trong thành phố hiện đại của Tập An ngày nay từng đóng vai trò là thủ đô thứ hai sau khi kinh đô của vương quốc này chuyển đến Bình Nhưỡng. Còn Thành Hoàn Đô là nơi chứa nhiều di tích, trong đó có một cung điện lớn và một số ngôi mộ hoàng gia. Các thành phố này đại diện cho sự pha trộn và sáng tạo của con người, dù là tại khu vực núi đá, rừng hay sông.
Ngoài các thành phố pháo đài, quần thể này còn bao gồm 40 ngôi mộ hoàng gia (14 ngôi mộ vua chúa và 26 ngôi mộ quý tộc). Một số ngôi mộ có trần được thiết kế với mái rộng, không có cột chống, bên trên là một phiến đá lớn hoặc gò đất. Bên trong ngôi mộ có các bức tranh thể hiện nghệ thuật phong phú là ví dụ điển hình về sự ảnh hưởng của các nền văn hóa khác nhau. Các ngôi mộ với các bức tranh tường và cấu trúc của nó đại diện cho kiệt tác thiên tài về sự sáng tạo của con người ở đông bắc Trung Quốc và bán đảo Triều Tiên.